# Amid-al-Mulk al-Kundurí
Abu-Nasr Muhàmmad ibn Mansur Amid-al-Mulk al-Kundurí (àrab: أبو نصر محمد بن منصور بن محمد عَميد المَلك الكُنْدُري, Abū Naṣr Muḥammad b. Manṣūr ʿAmīd al-Mulk al-Kundurī) fou visir del primer sultà seljúcida Toghril Beg (1055 - 1063). Juntament amb el visir Nidham-al-Mulk, que va servir a Alp Arslan i a Malik Shah I, fou el visir més important del període seljúcida.
Toghril el va enviar per contractar un matrimoni i el visir el va negociar al seu propi benefici; per aquesta causa el sultà el va fer castrar; després va complotar contra el seu senyor per deposar-lo i posar al tron a Anushirwan ibn Toghril, fill d'una esposa del sultà de nom Khatun; aquest complot es va organitzar en el moment que Toghril estava a punt de combatre a Mossul al seu rival el turc al-Basasiri, favorable als fatimites; quan el sultà va sortir al combat el visir només li havia preparat dos mil homes; quan va arribar a Hamadan va demanar al seu visir i a la seva esposa d'enviar forces per combatre a Ibrahim Inal, germà de Toghril que s'havia revoltat; però al-Kunduri en lloc d'això, va donar diners a la tropa per obtenir el seu suport per Anushirwan, rebent també diners del califa per aquesta finalitat; però els general Umar i Inandjil es van oposar a Anushirwan i no el van voler reconèixer i, per tant, el califa no el va voler nomenar sultà; llavors Khatun se'n va anar a reunir-se amb el seu marit i el pla es va enfonsar. Al-Kunduri i Anushirwan van córrer a reunir-se amb Toghril per lluitar contra al-Basasiri.
En tres anys de negociacions (1060-1063) va aconseguir finalment arranjar el matrimoni de Toghril amb la filla del califa al-Kaim, però es va guanyar l'enemistat d'aquest.
A la mort de Toghril (4 de setembre del 1063) havia designat successor al seu nebot (i probable fill adoptiu) Sulayman ibn Čaghri Beg. El visir va fer llegir la khutba a Rayy en nom de Sulayman i va escriure en to amenaçant a Alp Arslan, que des d'una data entre 1059 i 1061 era malik de Khurasan (on havia succeït al seu pare Čaghri Beg) i ja havia començar a moure les seves forces cap a l'oest disposat a oposar-se al seu germanastre. Alguns amirs de Toghrul, encapçalats per Erdem o Irdim al-Hadjib, van negar el seu reconeixement a Sulayman i es van pronunciar per Alp Arslan. El mateix al-Kunduri va canviar de bàndol, i va proclamar a Alp Arslan, deixant a Sulayman com presumpte hereu.
Alp Arslan va contemporitzar un temps i va fingir donar confiança al visir. El 1064 quan al-Kunduri va fer llegir la khutba a Bagdad en nom d'Alp Arslan (març/abril de 1064) el califa va demanar al sultà l'eliminació del visir. Un temps després, segurament el mateix 1064, Alp Arslan li va confiscar les seves riqueses i poc després el va fer matar.